# Meriem Bidani
Meriem Bidani (sinh ngày 7 tháng 7 năm 1972) là một học viên taekwondo người Maroc.
Cô đã tham dự Thế vận hội Mùa hè 2000 ở Sydney. Cô đã giành được một huy chương vàng tại Giải vô địch Taekwondo châu Phi năm 1996 tại Johannesburg.